# Obóz jeniecki

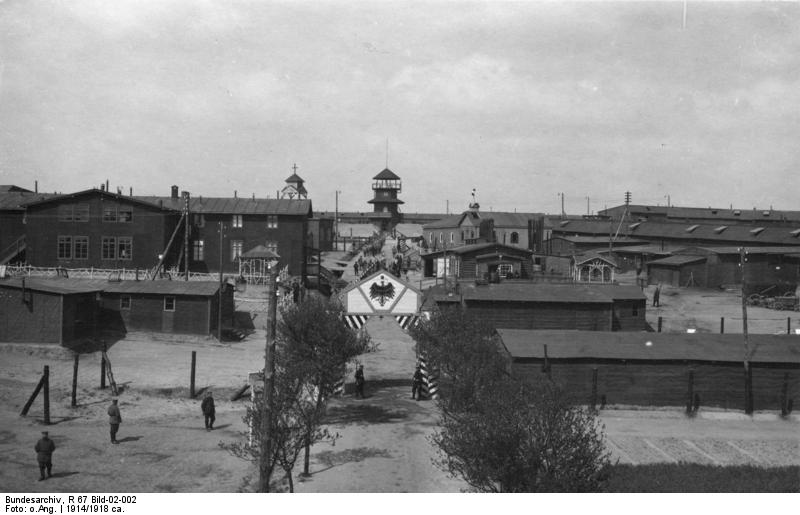
Niemiecki obóz jeniecki w Krośnie Odrzańskim podczas I wojny światowej

Obóz jeniecki – miejsce przetrzymywania wziętych do niewoli żołnierzy przeciwnika podczas lub po zakończeniu bezpośrednich działań wojennych. Jeniec wojenny, to osoba, która zgodnie z artykułem 4 i 5 Konwencji Genewskiej o traktowaniu jeńców wojennych przyjętej 12 sierpnia 1949, była zaangażowana w działania bojowe pod rozkazami swojego rządu i została zatrzymana przez siły zbrojne strony przeciwnej.